# Brave Story
Brave Story (jap. ブレイブ・ストーリー Bureibu Stōrī) – japońska powieść autorstwa Miyuki Miyabe oraz manga, będąca jej adaptacją, autorstwa Yoichiro Ono, która ukazywała się w Weekly Comic Bunch od kwietnia 2004 do sierpnia 2007 (17 tomów). Na podstawie mangi w 2006 powstał kinowy film animowany pod tym samym tytułem, w reżyserii Koichi Chigira. 
Ścieżkę dźwiękową do tej produkcji skomponował brytyjski muzyk Ben Watkins, członek formacji Juno Reactor.